# Cortés
Cortés é um departamento nas Honduras.
Suas principais cidades são: San Pedro Sula, Choloma, Puerto Cortés, La Lima, Villanueva, Potrerillos e Campo dos Caminos.
Municípios
1. Choloma
2. Campo dos Caminos
3. La Lima
4. Omoa
5. Pimienta
6. Potrerillos
7. Puerto Cortés
8. San Antonio de Cortés
9. San Francisco de Yojoa
10. San Manuel
11. San Pedro Sula
12. Santa Cruz de Yojoa
13. Villanueva